# Sérignan
Sérignan ist eine französische Gemeinde mit 8437 Einwohnern (Stand 1. Januar 2022) im Département Hérault in der Region Okzitanien. Sie gehört zum Arrondissement  Béziers und zum Kanton Béziers-1.
Nachbargemeinden von Sérignan sind Portiragnes, Villeneuve-lès-Béziers, Sauvian, Vendres und Valras-Plage, das bis 1931 zu Sérignan gehörte. Im Osten des Ortes fließt der Orb. Im Südosten gehört ein Stück Mittelmeer-Küste zu Sérignan. Hier sind 220 Hektar unter der Verwaltung des Conservatoire du littoral, der Rest besteht weitgehend aus Campingplätzen.

## Bevölkerungsentwicklung
- 1962: 2788
- 1968: 2950
- 1975: 3214
- 1982: 3884
- 1990: 5173
- 1999: 6134
- 2008: 6584
- 2017: 6956

## Sehenswürdigkeiten

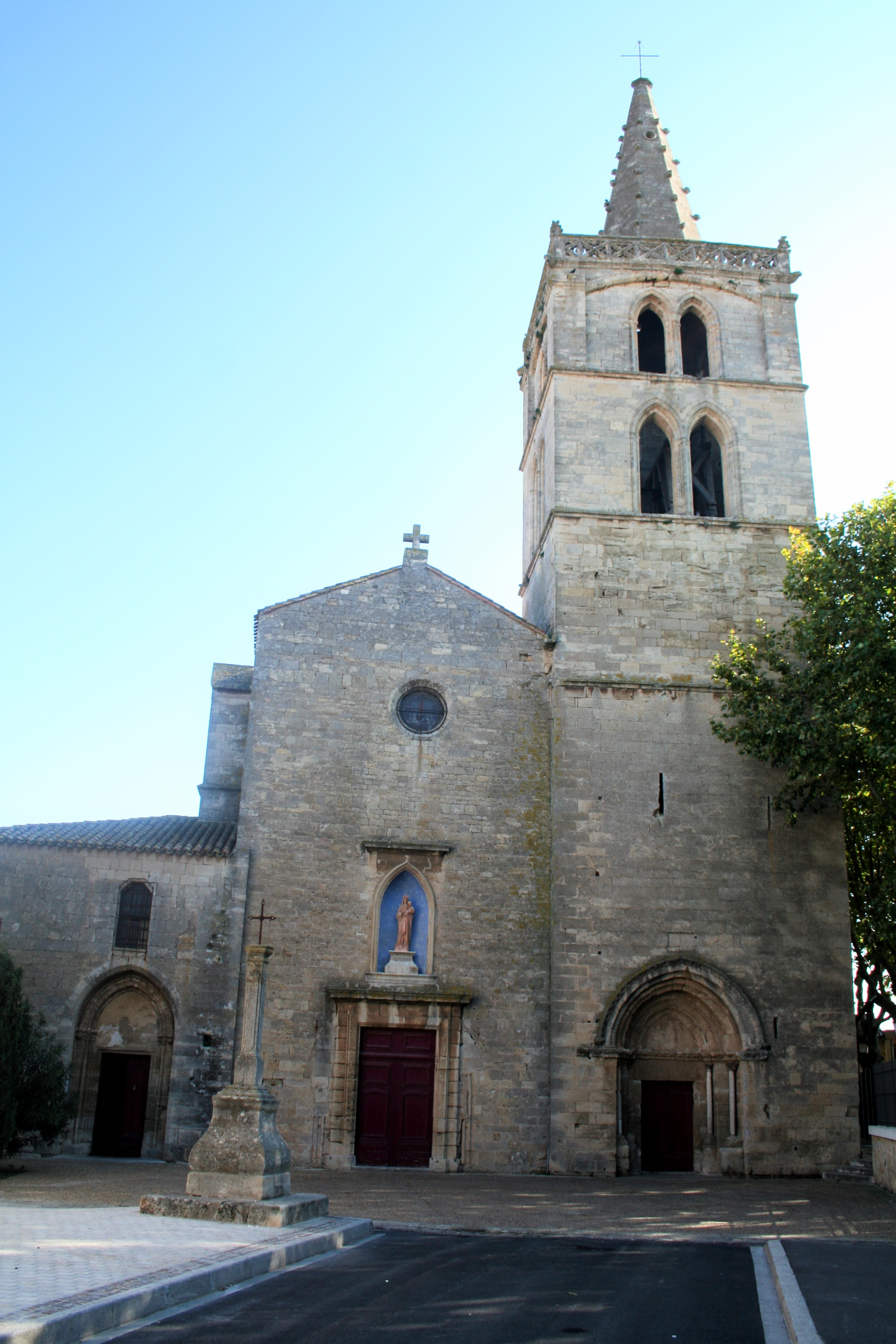
Notre-Dame de Grâce

- Stiftskirche Notre-Dame de Grâce (13.–15. Jahrhundert)
- Strände und Dünen
- Naturschutzgebiet Les Orpellières
- Château de Sérignan
- Musée régional d’Art contemporain Occitanie, Museum für zeitgenössische Kunst

## Persönlichkeiten
- Guillaume Courtet (um 1590–1637), Dominikaner und Märtyrer, 1987 heiliggesprochen
- Richard Gasquet (* 1986), Tennisspieler
- Petrus Johannis Olivi (um 1248–1298), Franziskaner
- Jean Guillaume Barthélemy Thomières (1771–1812), General der Infanterie